# Benaissa Benamar
Benaissa Benamar (árabe: بنعيسى بنعمر; Nador, 8 de abril de 1997) es un futbolista marroquí que juega de defensa en el F. C. CSKA 1948 Sofia de la Primera Liga de Bulgaria.

## Trayectoria
Jugó en las categorías inferiores de los clubes holandeses VVA/Spartaan, Ajax de Ámsterdam, AFC, F. C. Volendam, AVV Zeeburgia y ADO La Haya. Entre 2016 y 2018, jugó en el Jong FC Twente, el segundo equipo del FC Twente con el que sufrió el descenso de la Tweede Divisie a la Derde Divisie en su primera temporada. En 2018, el Jong FC Twente fue eliminado de la pirámide futbolística holandesa y se marchó al club marroquí Ittihad Tanger. En el Ittihad Tanger, disputó seis partidos en la Liga de Fútbol de Marruecos de la máxima categoría, y también jugó la Liga de Campeones de la CAF y la Copa Confederación de la CAF.
En 2019, firmó un contrato de dos años con el club de la Eerste Divisie de segunda división S. C. Telstar tras una exitosa prueba. Inmediatamente se consolidó como titular en la defensa y disputó 28 partidos durante la temporada 2019-20, en los que marcó tres goles. En septiembre de 2020, el U. S. Sassuolo Calcio de la Serie A mostró su interés en el fichaje, pero finalmente no pudo acordar con el S. C. Telstar el importe del traspaso.
El 6 de enero de 2021 se anunció que había firmado un contrato de dos años con el F. C. Utrecht, con opción a dos años adicionales.
El 13 de enero de 2022 regresó al F. C. Volendam en calidad de cedido hasta el final de la temporada.

## Estadísticas

### Clubes
Actualizado al último partido disputado el 1 de marzo de 2024.
| Club                          | Div.          | Temporada     | Liga  | Liga  | Copas nacionales | Copas nacionales | Copas internacionales | Copas internacionales | Total | Total |
| Club                          | Div.          | Temporada     | Part. | Goles | Part.            | Goles            | Part.                 | Goles                 | Part. | Goles |
| ----------------------------- | ------------- | ------------- | ----- | ----- | ---------------- | ---------------- | --------------------- | --------------------- | ----- | ----- |
| S. C. Telstar · Países Bajos  | 2.ª           | 2019-20       | 26    | 3     | 2                | 1                | —                     | —                     | 28    | 4     |
| S. C. Telstar · Países Bajos  | 2.ª           | 2020-21       | 13    | 0     | 0                | 0                | —                     | —                     | 13    | 0     |
| S. C. Telstar · Países Bajos  | Total club    | Total club    | 39    | 3     | 2                | 1                | 0                     | 0                     | 41    | 4     |
| F. C. Utrecht · Países Bajos  | 2.ª           | 2020-21       | 3     | 0     | 0                | 0                | —                     | —                     | 3     | 0     |
| F. C. Utrecht · Países Bajos  | 2.ª           | 2021-22       | 2     | 0     | 1                | 0                | —                     | —                     | 3     | 0     |
| F. C. Utrecht · Países Bajos  | Total club    | Total club    | 5     | 0     | 1                | 0                | 0                     | 0                     | 6     | 0     |
| F. C. Volendam · Países Bajos | 2.ª           | 2021-22       | 9     | 0     | 0                | 0                | —                     | —                     | 9     | 0     |
| F. C. Volendam · Países Bajos | 1.ª           | 2022-23       | 29    | 2     | 2                | 0                | —                     | —                     | 31    | 2     |
| F. C. Volendam · Países Bajos | 1.ª           | 2023-24       | 22    | 3     | 0                | 0                | —                     | —                     | 22    | 3     |
| F. C. Volendam · Países Bajos | Total club    | Total club    | 60    | 5     | 2                | 0                | 0                     | 0                     | 62    | 5     |
| Total carrera                 | Total carrera | Total carrera | 104   | 8     | 5                | 1                | 0                     | 0                     | 109   | 9     |